# Таванцев Олександр Гнатович
Олександр Гнатович Таванцев (27 грудня 1899, село Красилівка під Черніговом — ?) — полковник РСЧА, полковник ЗС КОНР.

## Життєпис
Народився в селянській родині. Учасник Громадянської війни. У 1919 був мобілізований в Сибірську армію як нижній чин.
У грудні 1919 перебіг на бік РСЧА. Брав участь у бойових діях проти частин Сибірської армії адмірала А. В. Колчака під час Семипалатинського походу 1919–1920 рр., Окремою Семіреченской армії отамана Б. В. Анненкова в Акмолинської губернії в 1920, басмачів у Ферганській долині в 1920–1921 і Туркестані в 1924.
Член ВКП (б) з 1926 р (партквиток № 1968971).
З 7 березня 1925 — командир роти. З 1 листопада 1930- командир 29-го стрілецького полку. Закінчив Вищі стрілецько-тактичні курси удосконалення командного складу РСЧА ім. Комінтерну.
З початком радянсько — німецької війни — на фронті як полковник, командир 723-го стрілецького полку. Наприкінці грудня 1941 призначений командиром 467-ї стрілецької дивізії, а з квітня 1942 — 266-ї стрілецької дивізії.
Попав у полон в травні 1942.
Утримувався в офлагах XIII-D в Хаммельбурзі. Перейшов до РОА, направлений в Шталаг III-A на курси пропагандистів в Луккенвальде.
Влітку 1943 прибув до Дабендорфскую школу РОА, після закінчення якої зарахований до інспекторіата генерал-майора РОА І. А. Благовіщенського.
З кінця 1943 інспектував роботу пропагандистів РОА в таборах для військовополонених. У листопаді 1944 р зарахований до офіцерський резерв при штабі Збройних Сил КОНР. З грудня — начальник відділу бойової підготовки штабу Збройних Сил КОНР. Наприкінці січня 1945 р знятий з посади за службовою невідповідністю і переведений в офіцерський резерв.
З середини лютого — заступник начальника відділу бойової підготовки штабу Збройних Сил КОНР генерал-майора ЗС КОНР В. Г. Арцезо. У квітні перебував у складі Південної групи Збройних Сил КОНР.
На марші в Чехію був заарештований власовської контррозвідкою за підозрою в спробі переходу на бік союзників, але за недоведеністю звільнений.
9 травня 1945 разом з усіма здався представникам 26-ї піхотної дивізії 3-й американської армії в районі Капліце- Крумау. Утримувався в таборах союзників.
Подальша доля невідома.

## Нагороди
- Орден Червоного Прапора (1941)